# Little Joe (película)
Little Joe es el nombre de una película británico-austriaca de drama dirigida por Jessica Hausner y estrenada en 2019.

## Sinopsis
Alice es una madre soltera que cría plantas en una empresa que busca desarrollar nuevas especies. Es la responsable del exitoso último diseño de su compañía: una crisálida característica no solo por su belleza, sino también por su valor terapéutico. Si la planta se encuentra en las condiciones óptimas, garantiza a quien la consuma sentir algo parecido a la felicidad. Un día, Alice decide ir en contra de las normas de su empresa y lleva una planta a Joe, su hijo. Ambos la bautizan como "Little Joe" ("Pequeño Joe"). A medida que crece, Alice comienza a entender que tal vez su nueva creación no es tan inofensiva como sugiere su nombre.

## Reparto
- Emily Beecham como Alice Woodard
- Ben Whishaw como Chris.
- Kerry Fox como Bella.
- Kit Connor como Joe.
- David Wilmot como Karl.
- Phénix Brossard como Ric.
- Sebastian Hülk como Ivan.
- Lindsay Duncan como el fisioterapeuta.
- Jessie Mae Alonzo como Selma
- Andrew Rajan como Jasper
- Janine Duvitski as Eleanore
- Goran Kostic as Mr Simic
- Leanne Best como Brittany

## Reconocimiento
- 2019: Festival de Cannes - Mejor Actriz a Emily Beecham (Ganadora)